# Kísértetek vonata
Kísértetek vonata Lázár Lajos 1933-ban bemutatott bűnügyi komédiája.
A film az 1931-ben bemutatott Ghost Train (~Kísértetvonat) című angol film magyar remake-je, amelynek forgatókönyvét eredetileg a magyar származású Bíró Lajos írta Arnold Ridley azonos című színművéből. Ennek alapján készítette el a magyar film forgatókönyvét Békeffi László.
A filmhez felhasználták az eredeti angol film több, külső jelenetének felvételeit is.
A magyar nyelvű változat után még 1933. áprilisában készült egy román nyelvű változat is Jean Mihail román rendezővel és a főszerepekben román színészekkel. Csupán Ihász Lajos és Lengyel Vilmos szerepel a román változatban más, kisebb szerepekben (a román cím: Trenul fantoma). A stáb viszont csaknem teljesen azonos.
Az egyébként nem túl színvonalas történetet a nagyszerű, méltán híres magyar színészek remek játéka teszi elfogadhatóvá. A komikus elemek viszont kimerülnek néhány apró jelenetben, a korabeli, az első, eredeti Hacsek és Sajó páros (Herczeg Jenő és Komlós Vilmos) külön jelenetekben szerepeltetésében. Valójában nincsenek kellően összedolgozva a film cselekményével.

## Szereplők
- Teddy – Törzs Jenő
- Mary – Rökk Marika
- Mrs. Pamela Burns – Gombaszögi Ella
- dr. Stirling – Beregi Oszkár
- Robert – Ihász Lajos
- Black, állomásfőnök – Makláry Zoltán
- Julia – Ladomerszky Margit
- Nászutas pár – Pethes Sándor és Bodó Ica
- Price – Kertész Gábor
- Első utas – Herczeg Jenő
- Második utas – Komlós Vilmos
- Sofőr – Turay Ferenc
- Kalauz – Justh Gyula
- Rádióstiszt – Baló Elemér
- Lány a vonaton – Miklós Rózsi
- László Miklós
- Miklósy Zoltán

## A történet
A gyorsvonaton az egyik utas meghúzza a vészféket, mert a szél lefújta a kalapját. A fiatalember, Teddy egyébként is szinte minden utast idegesít stílusával, favicceivel, kivéve Maryt, a fiatal színésznőt, aki unalmas menedzserével utazik Essexbe. Ám különösen ingerültek lesznek miután kiderül, hogy Teddy akciója miatt lekésték a csatlakozást, ami miatt az Essexbe tartó néhány utas a Fal Vale nevű kis állomáson ragad. Tetézi a bajt, hogy Teddyvel együtt.
A falu kilométerekre van, a következő vonat pedig csak reggel jön. Ráadásul a pici állomás főnöke ki akarja őket zárni, mivel elment az aznapi utolsó vonat, ő pedig hazamenne. Pedig a falu messze van, az idő pedig esőre áll. Majd el is ered.
Végül az állomásfőnök beleegyezik, hogy nyitva hagyja nekik a várót, de elmesél egy rémtörténetet, ami itt esett meg húsz éve. A közeli vasúti hídnál borzalmas vonatszerencsétlenség történt. Azóta néha éjjel felbukkan a kísértetvonat rajta a balesetben meghalt utasokkal. Aki eddig találkozott velük, és óvatlanul rájuk nézett, az menten megtébolyodott.
A várakozók egy része kétkedéssel, másik fele rémülettel hallgatta a történetet. De mindenki megpróbálja a lehető legnagyobb kényelemben átvészelni a vonatuk érkezéséig hátralévő csaknem tíz órát.
Ám előbb az állomásfőnök vánszorog vissza majd esik be holtan a váróterembe. Majd egy egzaltált nő érkezik valaki vagy valami elől menekülve, majd hamarosan a bátyja is. Úgy tűnik, a nő régebben a kísértetvonat látványától zavarodott meg.
Közben megérkezik Dr. Stirlingért a kocsi Essexből, aki felajánlja, hogy minden utast magával visz. Teddy azonban hirtelen megváltozik, pisztolyt húz elő, és letartóztatja a doktort és az újonnan érkezetteket. Kiderül, hogy ők egy ellenséges országnak dolgozó fegyvercsempész banda tagjai, Teddy pedig valójában Morrison kapitány, a brit elhárítás embere.
A közelben veszteglő tehervonatnál a banda többi tagja tűzharcba keveredik a rajtuk ütő rendőrökkel, a banda másik fele pedig a lövéseket hallva Teddyt, azaz Morrisont próbálja legyűrni. De a többi utas segítségével sikerül felülkerekednie.
Eközben a banda többi tagja elindítja a vonatot. Teddyt felettese rádión utasítja, hogy a közeli, elforgatható vasúti híddal akadályozza meg a menekülésüket.
Az utolsó pillanatban sikerül elfordítani a hidat, és a csempészek vonata a folyóba zuhan, mint húsz éve a rémhistória vonata.